# Filisoma micracanthi
Filisoma micracanthi is een soort haakworm uit het geslacht Filisoma. De worm behoort tot de familie Cavisomidae. Filisoma micracanthi werd in 1938 beschreven door Harada.